# 冰岛的可再生能源

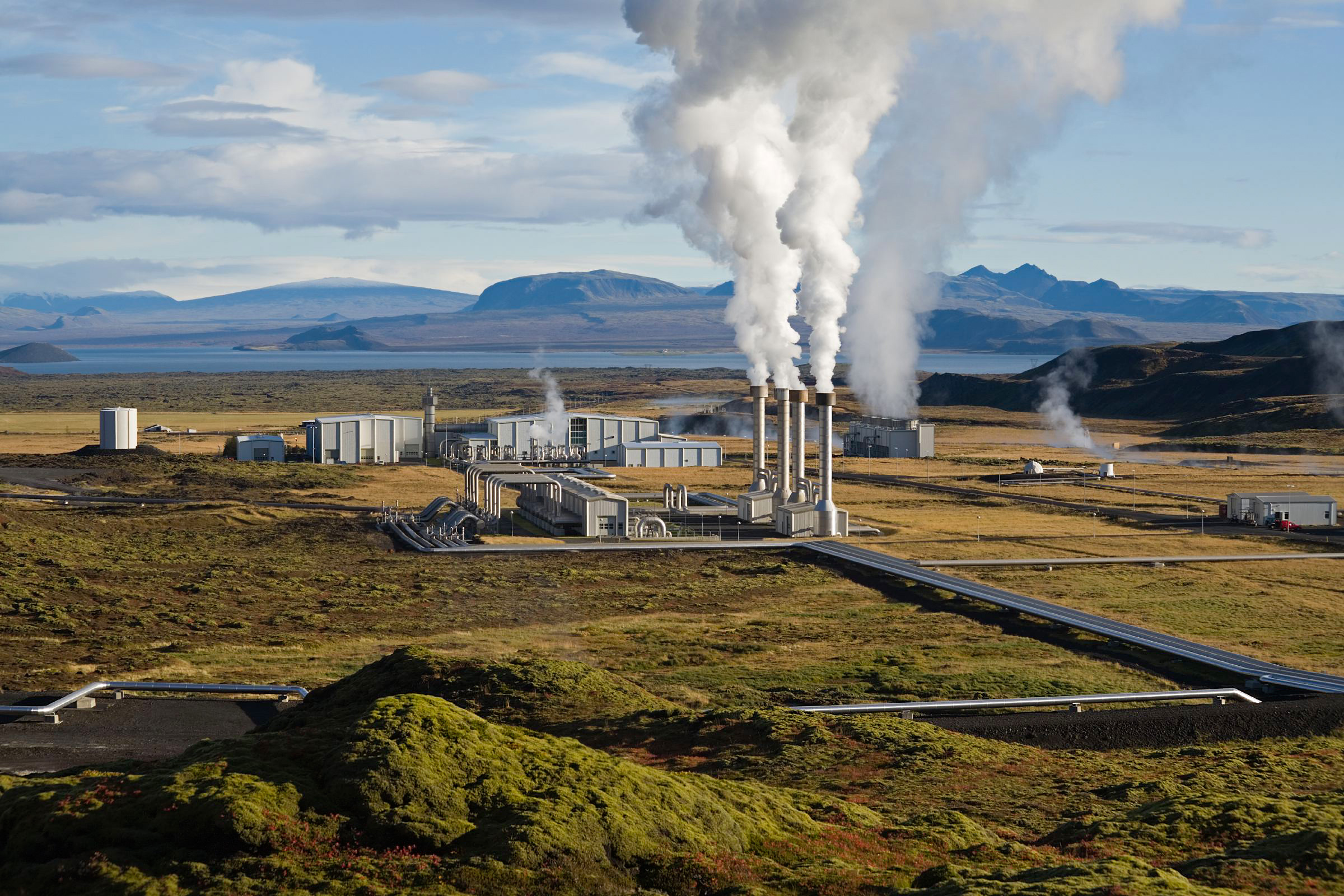
内夏韦德利地热站

大约81%的冰岛初级能源供应来自国产的可再生能源。地热能的主要用途是透过广泛的地区建筑供热系统供给暖气。大约85％的冰岛房屋由地热能供暖。
电力生产几乎100%全部来自于可再生能源提供，其中70%来自于水力发电，30%来自于地热发电。大多数水力发电厂是属于Landsvirkjun（国家电力公司）的，这是冰岛电力的主要供应商。在2011年，冰島全社會用電量为17,210 GWh。
冰島是世界上最大的綠色能源人均生產者和最大的電力人均生產者。

## 地质

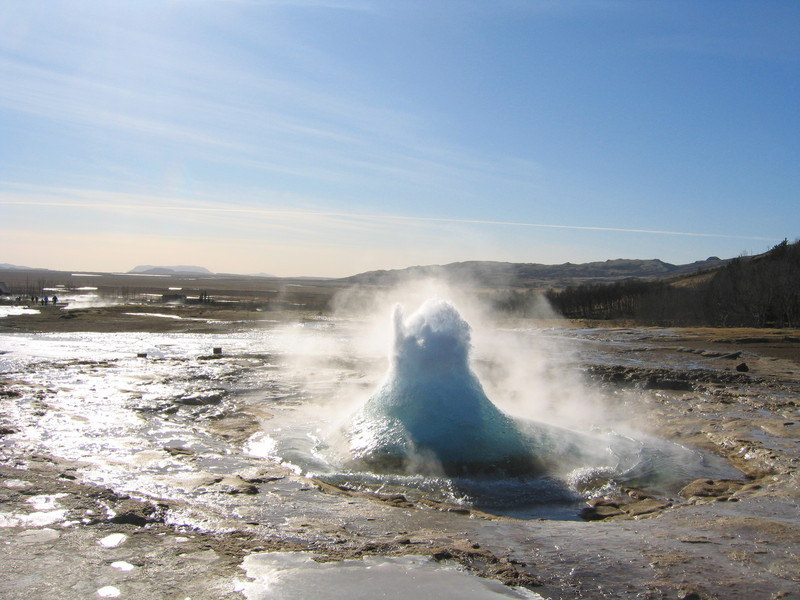
盖锡尔与斯特罗柯间歇泉。躺在大西洋中脊，冰島是地球上地質最活躍的地區之一。

冰岛的独特地质使其拥有丰富的可再生能源。冰岛位于大西洋中脊，这使得它成为世界上地壳活动最频繁的地方之一。冰岛有200多座火山和600多个温泉。有20多个温度至少150℃[300℉]的高温蒸汽地，其中许多达到250℃的温度。这就是冰岛能利用地热能源的原因，这些蒸汽资源用于每个地方，从房屋供暖到加热游泳池都可以用。水电是利用冰岛上丰富的冰川河流和瀑布资源生产的。

## 水力发电
第一个水力发电厂由当地一位企业家始建于1904年。它坐落在雷克雅未克外的一个小镇上，发电能力为9 KW。第一家市政水力发电厂始建于1921年，它可以生产1 MW的电力。这家电厂的建成使用使该国的发电量增加了數倍。20世纪50年代，水力发电厂有了又一次发展。两座电厂在索河上建成，一座是1953年建的，可发电31 MW，另一座建于1959年，可发电26.4 MW。这两座电厂是最早兴建的用于工业的电厂，它们是冰岛的政府共同拥有。直到1965年，国家电力公司（Landsvirkjun）成立，这一进程仍在继续。国家电力公司由冰岛政府和雷克雅未克（Reykjavík）市政府共同拥有。1969年，他们在jórsá河上建了一座产电能力210 MW的电厂，可供应冰岛东南部地区的用电，并供电使一家年产量33000吨的炼铝厂正常运作。
这种趋势在水电生产领域的继续和增长与工业发展直接相关。2005年，Landsvirkjun公司生产的总电量为7143 kMWh，6676 kMWh或者说其中的93％是透过水力发电厂生产的。另外，5193 kMWh或者说总电量的72％是用于像炼铝这样的电力密集型产业。2009年冰岛建造了迄今为止最大的水电项目（一座690 MW的水力发电厂和另一家铝冶炼厂建成）—— Kárahnjúkar水电项目，这个项目在环保人士中倍受争议。
冰岛的其他水电站包括：Blouml;ndustöð（150 MW），Búrfellsstöð（270 MW），Hrauneyjafosstöð（210 MW），Laxárstöðvar（28 MW），Sigöldustöð（上150 MW），Sogsstöðvar（89 MW），Sultartangastöð（120 MW）和Vatnsfellsstöð（90 MW）。
冰岛是世界上第一个创造了用可再生能源推动工业发展以带动经济的国家，而且仍然有大量未开发的水电资源。2002年，据估计，冰岛仅开发了全国可利用水电资源总量的17%。冰岛政府认为，每年都可以增加另一个30 TWh的水电，然而还要考虑到因环境原因而必须保持不开发的因素。

## 地热能

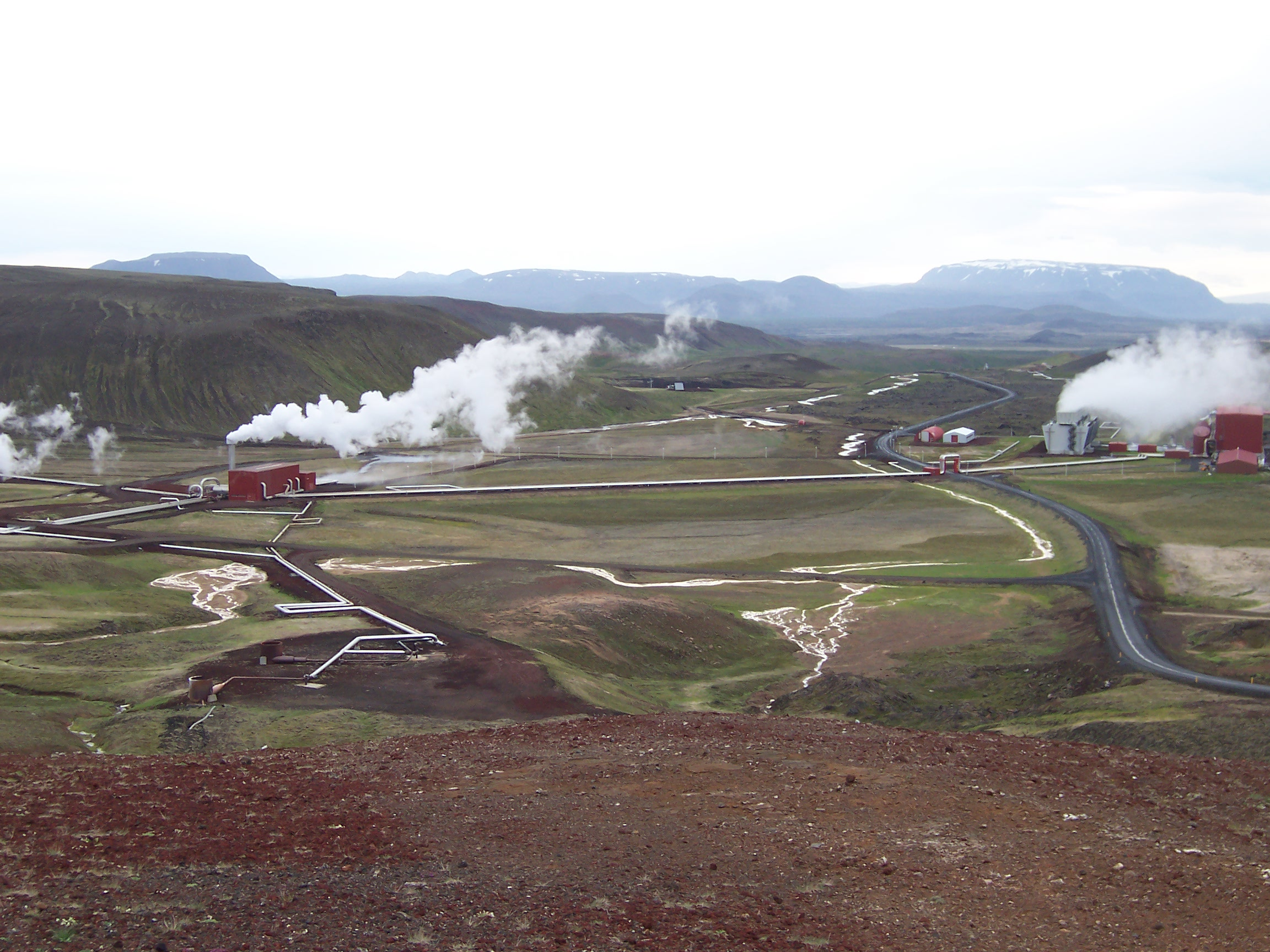
克拉夫拉地热电站

若干世纪以来，冰岛居民已对用温泉洗澡洗衣习以为常，直至1907年，一位农民用混凝土管将温泉蒸汽运进屋内，地热能才首次用来加热供暖。1930年，雷克雅維克铺设了首条管道，长三千米，通向市外一温泉，曾供热给两所学校、六十所住户以及一家主医院。1943年，首家地区供热公司成立，开始利用地热发电。一条长达十八千米的管道贯穿雷克雅維克市，至1945年，该管道可供热给2850所住户。
目前，冰岛89%的房屋由地热发电供热，冰岛使用的初级能源（加注）过54%来自地热。在冰岛，地热应用于广泛领域：57.4%用于空间加热，15.9%用于发电，剩余部分应用于其他各种用途，如游泳池、渔场及温室。冰岛政府在推进地热发展中扮演主要角色。
20世纪40年代，政府创办国家电力管理局，以提升人们对地热资源的认识，促进冰岛地热资源的开发利用，1967年，更名为国家能源管理局（Orkustofnun）。该机构卓有成效，使经济上允许全国多个地区利用地热供暖。政府从地热研究中抽身而出，因该领域已是硕果累累，地热工厂接手研究。
冰岛地热发电厂包括Nesjavellir（可供电120兆瓦），Reykjanes（100兆瓦），Hellisheiði（90兆瓦），Krafla（60兆瓦），以及Svartsengi（46.5兆瓦）。Svartsengi与Nesjavellir两发电厂均生产电力与热水用于供热。由燃油供热转变为地热供热，使冰岛自1970至2000年间节省共约82亿美元，并减少37%二氧化碳排放。2003年，如果燃油向冰岛居民供热，则共需64.6万吨。
冰岛政府相信，全国范围仍有更多地热资源尚未开发，据估测每年还可开发超过20太瓦小时地热能。加上可利用却尚未利用的水能，若将这些资源充分开发，可为冰岛每年另外产生50太瓦小时能源，并皆为可再生能源。

## 太阳能
| 来源：NREL |

由于纬度，冰岛有相对较低的太阳辐射量，比巴黎低20％，只相当于马德里的一半，在冬天仅有很少的太阳辐射量。不同于地热，太阳能发电是一个非可调遣的可再生能源 - 太阳遵循一个可预见的，但无法控制的路径，天气是不可控的，都使得风力发电和太阳能发电的是可变量可再生能源（VRE）来源。在冬季，使用在夏季的发电的净计量电价信用。

## 氢气
氢气以及进口石油可以满足冰岛当前的能源需求。可这对冰岛而言花费很大，致使其不得不致力于国内的可再生资源。Bragi Arnason是当地的一位教授，他于20世纪70年代首先提出把氢气作为燃料，那时也正值石油危机。当时，人们认为他的提议不可行，但1999年就建立了冰岛新能源来引导在2050年把冰岛变成第一个氢經濟的项目。随后，冰岛议会在1998年决定将由可再生能源产生的氢气应用到车辆以及船队中。
冰岛为检验氢气是否可以作为未来的燃料提供了理想的环境，尽管这只是一个拥有30万人口的小国，并且60%的人口都居住于首都雷克雅未克。规模相对较少的基础设施使国家更容易用氢气代替石油。也可以控制大量的自然资源供应，以产生可再生氢气，这也完善了氢气的产出。冰岛参与了国际氢燃料研究发展项目，很多国家都非常感兴趣地紧随其后。
冰岛已经出口其多余的电，并将其替代为碳氢化合物。2002年，透过电解产生的氢气为2000吨----主要用于生产肥料中的氨水。

### ECTOS示范项目

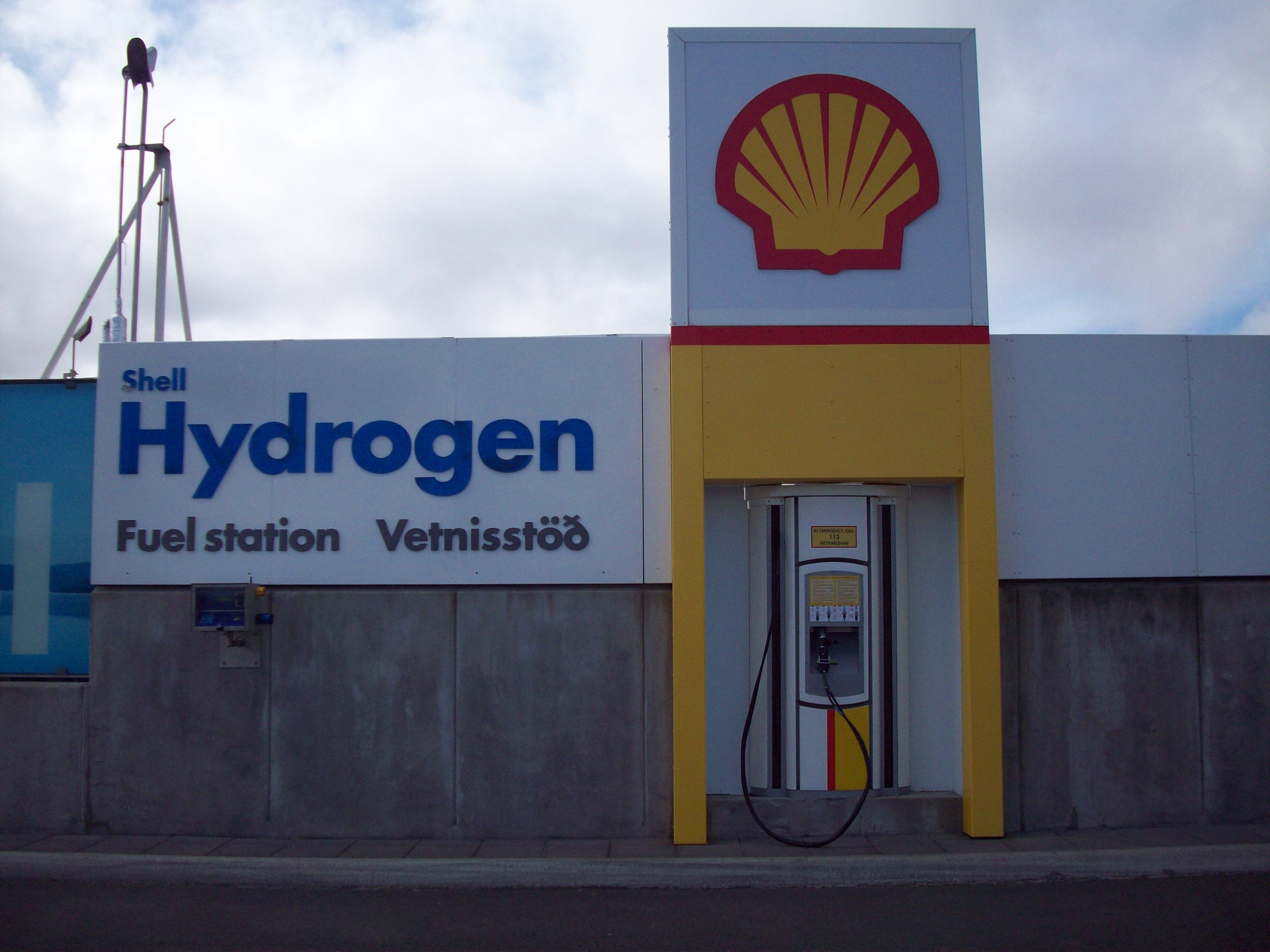
冰岛雷克雅未克市的加氢站

变为氢社会的第一步是生态城市转化机制项目，这个项目从2001年持续到2005，非常成功。ECTOS涉及3个氢燃料电池巴士和一个燃料站。很多国际公司参与了这个项目，包括生产氢燃料电池巴士的Daimler Chrysler，和建立氢燃料站的Shell。 欧洲委员会第五框架程序发起了这个项目。
冰岛的第一个氢燃料站于2003年建于雷克雅未克。为避免交通问题，透过将水电解成为氢和氧产出氫。所有产出氢的能源都来自冰岛的可再生资源和能源的全循环，在燃料电池中水转化为氢，其过程不会排放出二氧化碳。
在这个项目中，研究者研究了氢作为燃料来源的效能。他们检测了燃料的可依赖性以及氢在巴士中作为燃料的效能。他们也研究了氢作为燃料来源的成本效率，以及怎样才能将氢应用于这个国家。他们考察了一些具体的领域，比如说建立燃料站和产出氢的难易度，运输及使用这种易爆燃料、即氢的安全措施。

### 欧洲清洁城市交通项目
2006年1月，有关方面决定继续对氢燃料电池公交车进行性能测试，这也是欧洲清洁城市交通项目的一部分。该项目由欧盟第六框架计划资助，涉及欧洲、中国和澳大利亚的10个城市，主要研究氢动力汽车技术产生的远期效应和最高效的使用方法。氢燃料电池汽车在长时间运行后，其燃料电池的耐用性能与理论使用寿命更久的内燃机引擎不相上下。此外，由不同制造商生产的新型燃料电池汽车均比传统汽车具备更高的燃油利用率。
该项目于2007年1月结束，并将在2008年推出其主要研究成果——改良的氢燃料电池汽车雏形。在2007年4月，有望公布更多有关氢动力技术在私人小汽车和游艇上应用的实例。

### 其他项目
冰岛还开展了其他利用氢能源的许多项目。
氢燃料出口项目EURO-HYPORT，旨在考察将氢气燃料出口到欧洲大陆的可行性。目前供选择的方法有透过海底管道或轮船运输氢气，或者把冰岛发电厂产生的电力经由海底电缆外销至欧洲。
另一个项目是开始于2004年2月的氢能商用船计划，为冰岛支柱产业之一的捕鱼业提供氢能源。这项计划会消除目前渔船尚无法使用氢燃料的障碍，比如由海水和盐引起的问题，尽量避免燃料电池因其自身缺陷可能对海洋生物造成的破坏。该项目使冰岛在率先告别化石燃料计划中迈出了重要一步。政府资金和私人机构（如世界可再生能源大会）是该领域研究经费的主要来源。

### 从氢到电
在冰岛，75%的人口居住在距离首都37英里的范围以内，因此推广使用电动汽车、合理布局电动汽车充电站就显得尤为重要。至少在2015年之前，氢动力汽车并没有在世界上大批量生产，并且第一个电动汽车在2010年就走下生产线，所以推出电动汽车会更快。冰岛的环形公路总长840英里，在理论上只需设置14个快速充电站就能覆盖。

## 冰岛关于可再生能源的教育和研究
冰岛有很多教育机构在學士階段开设可再生能源的相关课程。
冰岛大学是一流的教育和科研机构，在全球科学界享有盛誉。它是一所公立院校，位于冰岛首都雷克雅未克。作为一所快速发展的现代化多学科综合性大学，冰岛大学提供近300个科研项目，大致涵盖了科学和学术研究的各个领域，包括社会学、健康学、人文科学、自然科学以及工程学。来自世界各地的9700多名注册学生和1000名全职员工在此汇聚一堂。
雷克雅未克大学始终致力于打造一个创造知识、传播知识的平台，在提升个人、企业和整个社会的竞争力的同时，改善全体学生和教职员工的生活品質，旨在把雷大建设成欧洲乃至整个大西洋地区的国际研究合作中心。雷大共有5个学院，分别是法学院、商学院、健康和教育学院、資訊技术学院以及自然科学和工程学院，其中有3000多名学生和500多名全职和兼职员工。雷大师资雄厚，半数导师活跃在冰岛的各大行业，另还有十分之一是来自海外的客座教授。
大西洋卓越中心Keilir，位于靠近凯夫拉维克国际机场的阿斯布鲁，与冰岛大学合作举办了能源技术领域的多学科理学硕士项目。该学院还拥有一家顶尖的能源科学研究中心。
可再生能源科学院，位于冰岛北部的阿库雷里，与冰岛大学、阿库雷里大学合作，并与世界上多所杰出的理工院校建立伙伴关系，共同创办了为期一年的可再生能源学硕士项目，专攻独特细分的跨学科研究。2009年，该院开展了四个专门方向的研究：1.地热能；2.燃料电池系统和氢；3.生物燃料和生物能；4.能源体制和能源政策。可再生能源科学院还提供该领域内的夏季项目和个别课程。
雷克雅未克能源可持续系统研究院位于（冰岛首都）雷克雅未克，主要研究可再生能源领域，提供可再生能源领域硕士阶段的学习。雷克雅未克能源可持续系统研究院始建于2007年4月，当时雷克雅未克能源公司、冰岛大学和雷克雅未克大学就共同建立国际可持续能源研究生项目达成协议。
雷克雅未克能源可持续系统研究院是一所培养工程师和科学家的跨学科高等教育学院，重点研究全球环境保护和能源资源的可持续利用，并培养在可持续能源利用的管理、设计和开发方面的顶尖人才。其所有创建合伙机构独一无二的专业知识为学校的成立提供了良好的平台。
冰岛在可再生能源方面的最大研究机构是冰岛大学，这是一所成立于1911年的公立大学，位于冰岛首都雷克雅未克的中心地区。作为一所科研机构，冰岛大学对可再生能源的研究在全球科学界享有盛誉。
另一所公立大学阿库雷里大学位于冰岛北部阿库雷里，它也在可再生能源领域开展各项研究。
冰岛国家能源管理局的主要任务之一是进行能源研究，并提供有关能源开发和利用的咨询服务。
其他还有部分国营及私营公司在可再生能源领域开展广泛研究。
冰岛共和国国家电力公司Landsvirkjun，不仅致力于水电和地热的研究，并对本国内该领域的大量研究工作给予资助。
冰岛地质调查局是一所为电力行业提供专业服务的公共咨询研究机构，主要致力于地热和水电研究。

## 參看
- 冰島經濟
- 氢經濟
- 可再生能源
- 可再生能源商业化
- 冰島電力產業（英语：Electricity sector in Iceland）
- 冰島新能源公司（英语：Icelandic New Energy）
- 雷克雅未克地熱公司（英语：Reykjavik Geothermal）
- 歐盟的再生能源